# متحف اللاذقية

مدخل متحف اللاذقية

متحف اللاذقية أو المتحف الوطني في مدينة اللاذقية يحده جنوباً شارع القدس وغرباً شارع الأندلس وشمالاً شارع عدنان المالكي وقد تم تسجيله كبناء أثري.

## التاريخ
يتألف المتحف من مجموعة من المستودعات والأروقة المعقودة تتوسطها باحة مستطيلة يعود بناؤه على الأغلب للقرن السابع عشر خلال فترة الحقبة العثمانية، وكان يطلق عليه خان الدخان، أي أن تجارة التبغ كانت محصورة في شركة عائدة لبعض التجار، وكان مركزها خان الأسكلة حيث كانت تجمع فيه حاصلات التبغ ومنها سمي خان الدخان، وقد استولت السلطات الفرنسية على البناء عام 1918 واشترت الدار من اصحابها عام 1932 وبعد معاهدة 1936 أصبحت الدار مقرا للمندوب الفرنسي، واطلق عليه اسم مقر.
أما المنزل الأنيق الذي يقوم في الزاوية الجنوبية من الخان فقد بني في سنة 1905 م وقد أصبح في عهد الانتداب منزل الحاكم الفرنسي حيث كان معروفاً بدار المندوبية وما يحيط به من حدائق ملك للدولة الفرنسية وقد ابتاعته بلدية اللاذقية عام 1978 م، وتمّ تحويله إلى مقر للمتحف الوطني في مدينة اللاذقية الذي دشن بتاريخ 19 نيسان 1986 م. ينتصب هذا البناء في مكان بارز من المدينة ليس ببعيد عن البحر يمتاز بضخامته ومتانته، وحسن هندسته، وتناسب عناصره المعمارية وتوزيع أجنحته المختلفة بشكل يتفق مع احتياجات العمل فيه، كما أن عقوده ودعائمه من خلال رونقها تجعل منه أجمل الأبنية الأثرية في عصره في اللاذقية، يطل المتحف على شارع تقوم على جانبه معظم الفنادق والمطاعم والمقاهي، وهذا الشارع متصل بباب المرفأ الرئيسي.

حديقة المتحف في اللاذقية

## محتويات المتحف
في حديقة المتحف نسخة عن تمثال المصارع لبولكليت والذي عثر عليه في مركز مدينة اللاذقية، والأصل في المتحف الوطني بدمشق مع تمثال مجسم للإله بعل ومكبر بارتفاع ستة أمتار نفذه متحف برلين بمناسبة إقامة معرض من إيبلا إلى دمشق فيها، وأهديت هذه النسخة ووضعت في حديقة المتحف، وحولها آثار حجرية وتوابيت. أما البناء فهو يتألف من طابقين ويحوي قسماً للصناعات الشعبية والتقليدية.

## القاعات
- القاعة الأولى: تضم آثار الشرق القديم (رأس شمرا – أوغاريت).
- القاعة الثانية: وتضم آثار الشرق القديم (رأس ابن هاني – تل سوكاس).
- القاعة الثالثة: الآثار الكلاسيكية الخاصة بمحافظة اللاذقية.
- القاعة الرابعة: تضم الآثار الإسلامية.
- القاعة الخامسة: وتضم الفن الحديث.

## الأعمال الحديثة
يدير المتحف في الوقت الحالي إبراهيم خيربك، وقد أعلن في شباط من العام 2015 عن القيام بعمليات تنقيب في حديقة المتحف الوطني وقد تم العثور على سرداب طويل  ومجموعة من اللقى الأثرية التي تعود للعصور والحقب الرومانية الهلنستية والكلاسيكية.